# Abbas Hüseynov
Abbas İsrafil oğlu Hüseynov (ur. 13 czerwca 1995 w Gandży) – azerski piłkarz  grający na pozycji prawego obrońcy. Od 2017 jest zawodnikiem klubu Qarabağ FK.

## Kariera klubowa
Swoją karierę piłkarską Hüseynov rozpoczął w klubie İnter Baku. W 2013 roku został włączony do kadry pierwszego zespołu i 7 maja 2014 zadebiutował w jego barwach w Premyer Liqası w przegranym 1:4 wyjazdowym meczu z Qarabağiem FK. W sezonach 2013/2014 i 2014/2015 wywalczył z İnterem dwa wicemistrzostwa Azerbejdżanu.
W czerwcu 2017 Hüseynov przeszedł do Qarabağu FK. Swój debiut w nim zanotował 11 sierpnia 2017 w wygranym 3:1 wyjazdowym meczu z Neftçi PFK. W sezonach 2017/2018, 2018/2019 i 2019/2020 wywalczył z Qarabağiem trzy tytuły mistrza Azerbejdżanu z rzędu. Z kolei w sezonie 2020/2021 został z nim wicemistrzem kraju.
| Sezon   | Klub       | Kraj        | Rozgrywki      | Mecze | Gole |
| ------- | ---------- | ----------- | -------------- | ----- | ---- |
| 2013/14 | İnter Baku | Azerbejdżan | Premyer Liqası | 2     | 0    |
| 2014/15 | İnter Baku | Azerbejdżan | Premyer Liqası | 0     | 0    |
| 2015/16 | İnter Baku | Azerbejdżan | Premyer Liqası | 26    | 4    |
| 2016/17 | İnter Baku | Azerbejdżan | Premyer Liqası | 15    | 1    |
| 2017/18 | Qarabağ FK | Azerbejdżan | Premyer Liqası | 10    | 0    |
| 2018/19 | Qarabağ FK | Azerbejdżan | Premyer Liqası | 12    | 0    |
| 2019/20 | Qarabağ FK | Azerbejdżan | Premyer Liqası | 15    | 1    |
| 2020/21 | Qarabağ FK | Azerbejdżan | Premyer Liqası | 18    | 0    |

## Kariera reprezentacyjna
W reprezentacji Azerbejdżanu Hüseynov zadebiutował 31 stycznia 2018 w zremisowanym 0:0 towarzyskim meczu z Mołdawią, rozegranym w Aksu.